# 大法師公園

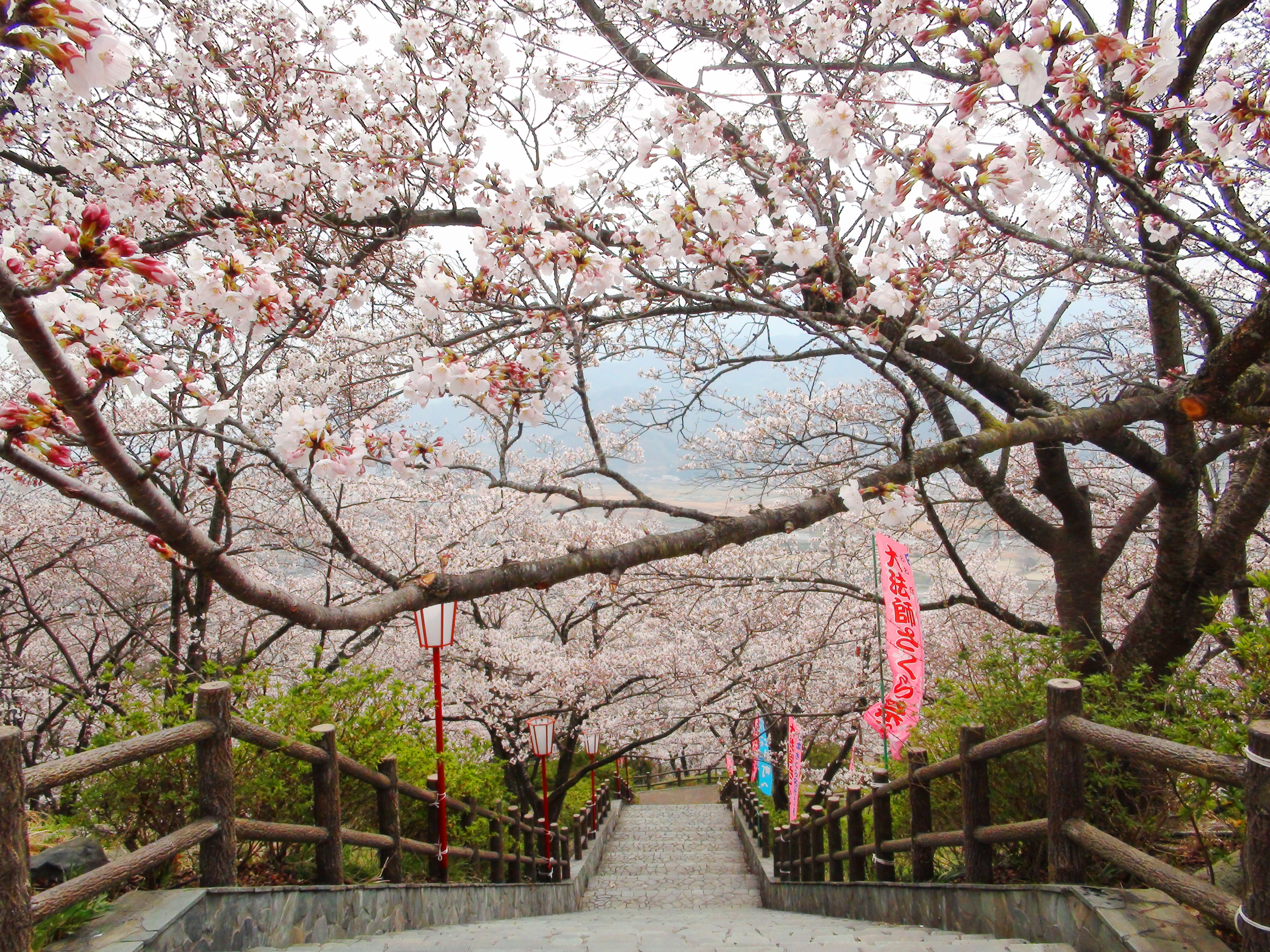
2011年4月7日撮影

大法師公園（おおぼしこうえん）は山梨県南巨摩郡富士川町にある公園。山梨県で唯一日本さくら名所100選に選ばれており、同県を代表する桜の名所である。

## 概要
甲府盆地南西端、富士川町市街地に隣接した大法師山の小高い山頂にサトザクラ、シダレザクラ約2000本が植えられており、毎年3月下旬から4月上旬にかけて大法師さくらまつりが開催され、夜間はライトアップもされ多くの見学者で賑わう。園内からは甲府盆地越しに八ヶ岳や奥秩父山地、さらに富士山を望むことが出来る見晴らしのよい公園である。

## 利用情報
- 開園時間 - 自由（桜開花期間中は9：00～22：00）
- 入園無料（桜開花期間中は臨時有料駐車場設置、交通規制あり）
- 所在地 -  山梨県南巨摩郡富士川町鰍沢2175

## 交通アクセス
- 身延線 鰍沢口駅 から山梨交通バスで約5分「鰍沢営業所」下車 徒歩約20分
- 中部横断自動車道 増穂インターチェンジ から車で約10分

## 周辺
- 鰍沢河岸
- 赤石温泉

## 名物
- みみ（郷土料理）